# Jaume Garcia Arija
Jaume Garcia Arija (Sabadell, 1 de juny de 1970) és un actor català. Ha treballat en teatre, cinema i televisió. Ha aparegut en sèries com Amar en tiempos revueltos, La Riera, Cuéntame cómo pasó, Ventdelplà o Hospital Central, entre d'altres, i en pel·lícules com Ouija, El viaje de Arián, Zulo o Myway.
També ha autoeditat els reculls de contes il·lustrats per ell mateix Hi havia una vegada (2016) i El misteri del despatx de la Pilar (2017).
És portaveu dels afectats pels habitatges amb aluminosi del barri dels Merinals de Sabadell.